# Constant d'acidesa
Sigui un àcid feble, AH, que es dissol en aigua. Segons la teoria àcid-base de Brønsted i Lowry l'àcid reacciona amb l'aigua segons la següent equació química:
Quan s'assoleix l'equilibri les concentracions de les espècies que intervenen es manté constant i es pot definir una constant d'equilibri com:
Però la concentració d'aigua és pràcticament constant (aproximadament 55,5 mol/l) i es pot incloure en la constant d'equilibri, Kc, donant lloc a:
Hi ha aleshores una nova constant d'equilibri, Ka, definida per l'anterior equació com:
que s'anomena constant d'acidesa o d'aciditat i és el quocient entre el producte de les concentracions de la base conjugada de l'àcid i del catió oxoni i la concentració de l'àcid, totes a l'equilibri:

## Definició exacta
La constant d'equilibri d'un àcid dèbil amb l'aigua es pot expressar en funció de les molalitats o de les molaritats. Les dades més precises s'han obtingut en funció de les molalitats, per la qual cosa aquí s'utilitzaran molalitats. Tanmateix els valors obtinguts d'una manera o de l'altra pràcticament coincideixen.
La constant d'equilibri de la reacció de dissociació d'un àcid s'anomena constant d'acidesa i ve representada en funció de les activitats molals per:
Si la dissolució és diluïda, el coeficient d'activitat de l'aigua val 1 (γH₂O = 1) i la molalitat de l'aigua és pràcticament constant, per la qual cosa pot incloure's dins de la mateixa constant d'acidesa, simbolitzada ara per Ka:

## pKa
De la mateixa manera que es defineix pH també es defineix pKa:
Per tant, la constant d'acidesa és expressada per: